# I Live My Life for You
"I Live My Life for You" é o sétimo single lançado pela banda americana de rock FireHouse. A canção alcançou o número 26 na Billboard Hot 100 e o número 20 na parada Adult Contemporary. A canção foi escrita pelo guitarrista Bill Leverty e pelo vocalista CJ Snare.
Quando perguntado sobre o sucesso da canção em uma entrevista, Snare comentou que "surpreendeu muita gente porque éramos a única banda do gênero que eu me lembro que realmente tinha hit no top 20 no meio de toda aquela cena de Seattle". No Brasil, a canção fez parte da trilha sonora da novela A Próxima Vítima. A canção era tema da personagem Ana Carvalho, interpretada pela atriz Susana Vieira.